# Madonna (målning)

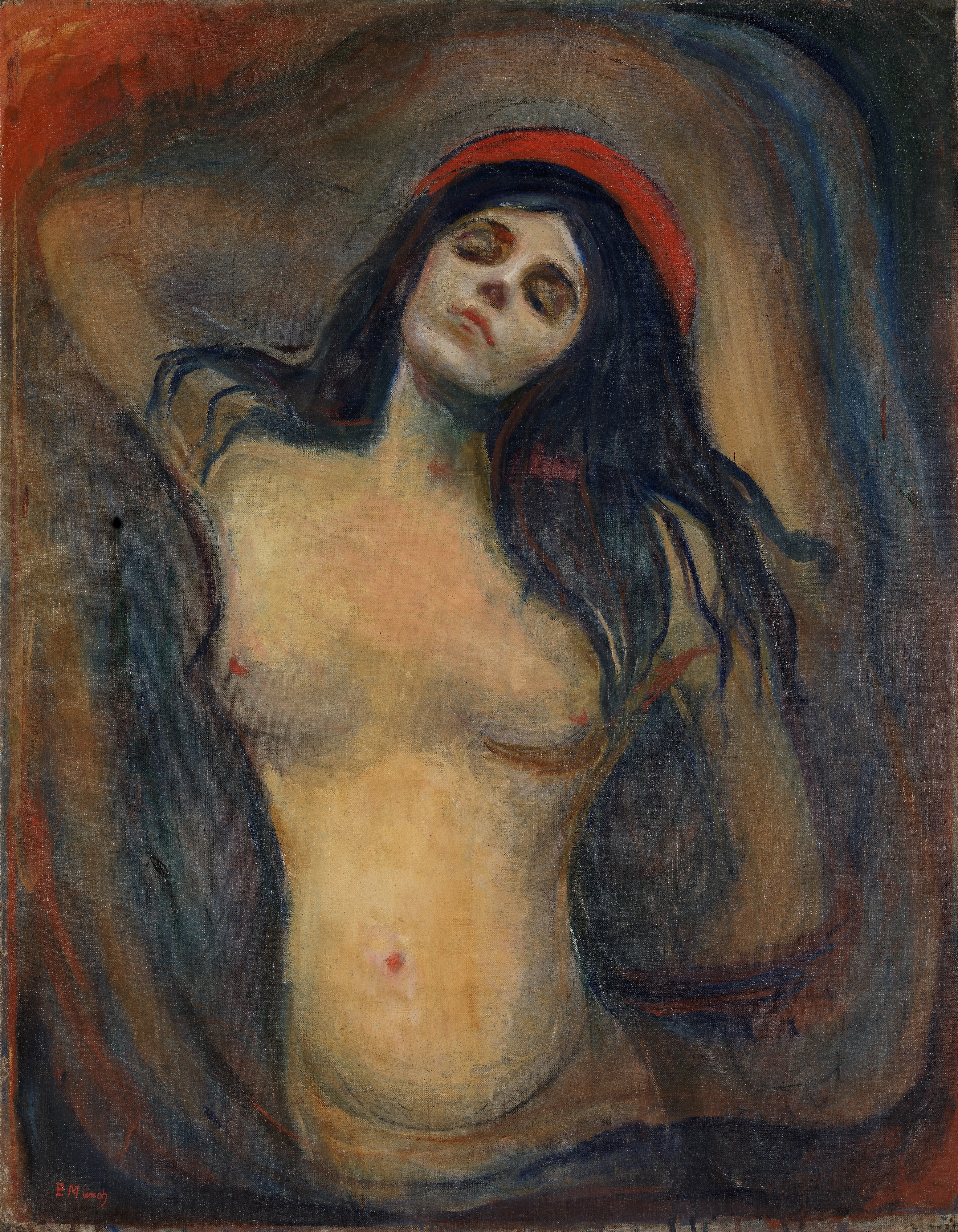
Edvard Munchs version av Madonna från 1893–94 i Nasjonalmuseet for kunst, arkitektur og design i Oslo

Madonna är en serie målningar av Edvard Munch. Han målade totalt fem varianter av tavlan Madonna mellan 1893 och 1894. En av målningarna tillhör Munchmuseet i Oslo, en finns på norska Nasjonalmuseet, en hänger i Hamburger Kunsthalle och en ägs av affärsmannen Nelson Blitz.
Madonna föreställer en barbröstad kvinna med svart hår och röd strålglans eller gloria kring huvudet. De enklare versionerna av Madonna har en ram med spermier runt motivet och ett foster målat i ena hörnet.

## Stölden på Munchmuset 2006
Den 22 augusti 2004 stals den version av Madonna, som hängde i Munchmuseet, tillsammans med Munchs mest kända tavla Skriet. De två maskerade rånarna var beväpnade och tvingade vakterna att lägga sig på golvet medan de bröt av säkerhetssladdarna från tavlorna. Rånarna smet sedan i en personbil, som polisen senare hittade övergiven. Den 31 augusti 2006 hittades de båda tavlorna i samband med en polisrazzia och skicket på tavlorna ansågs "bättre än man trott" då de bara hade en liten repa och två mindre hål. Det har dock konstaterats att tavlorna ej helt kunde repareras.

## Versioner av Madonna

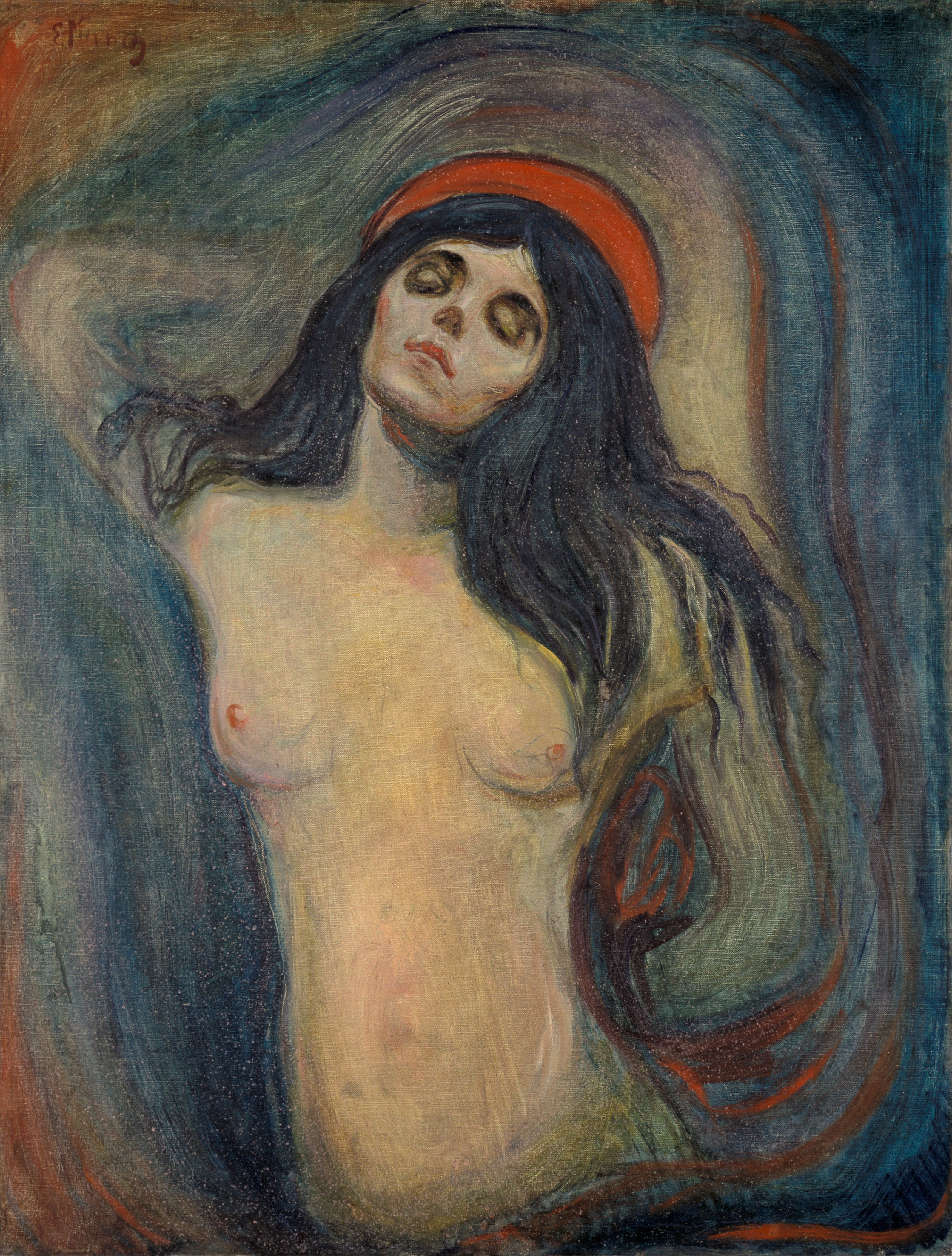
Madonna, 1894, olja på duk, 90 x 68 cm, Munchmuseet i Oslo
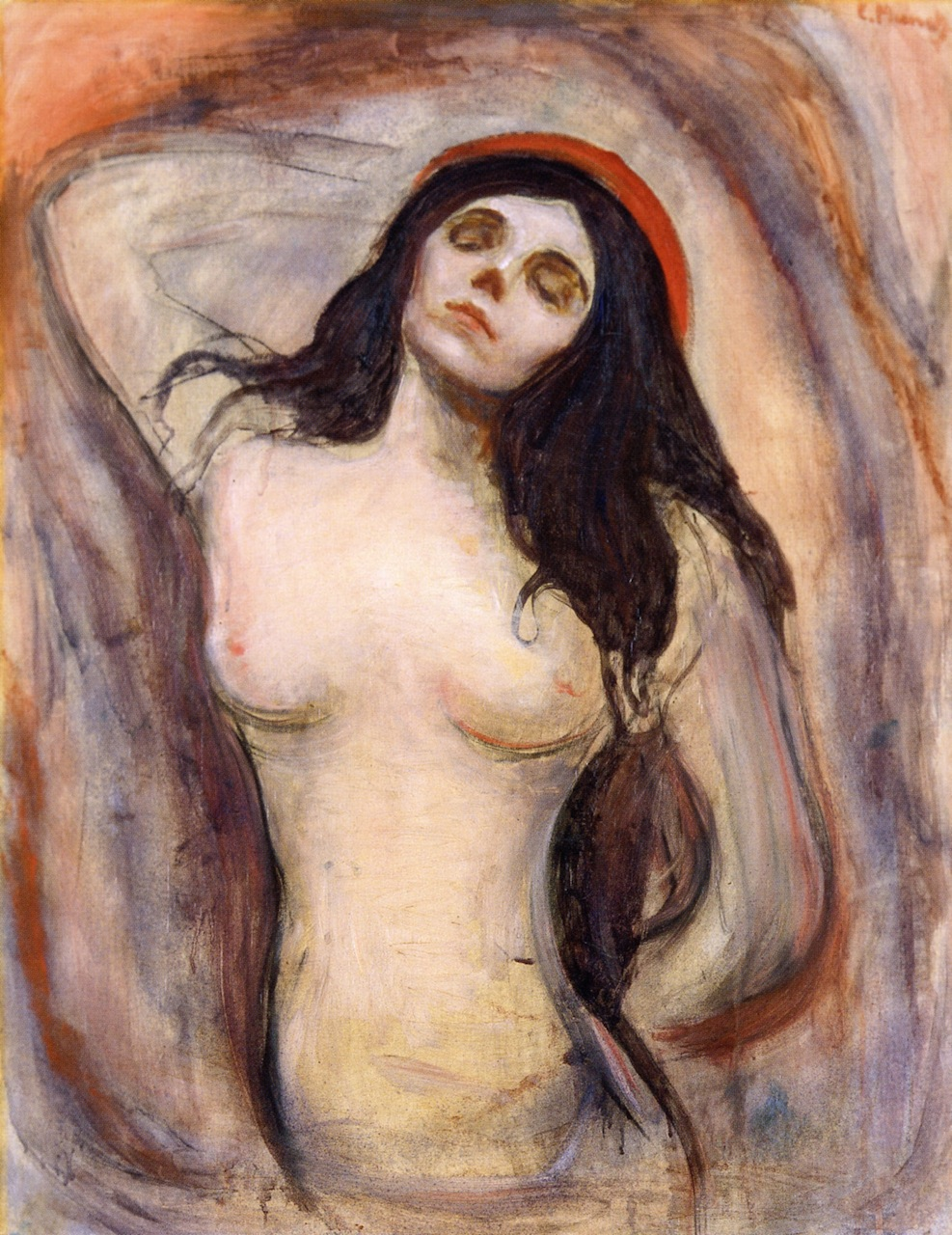
Madonna, 1895, olja på duk, 90 × 71 cm, Hamburger Kunsthalle
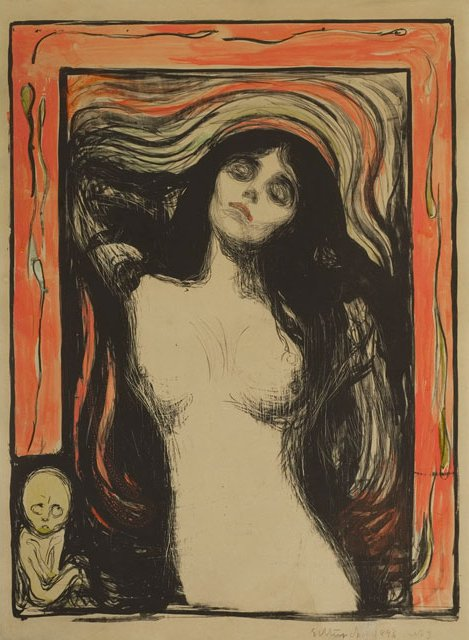
Madonna, 1895–96, litografi tryckt i svart med handkolorering på grågrön kartong, 64,8 x 47,2 cm, Ohara Museum of Art i Japan
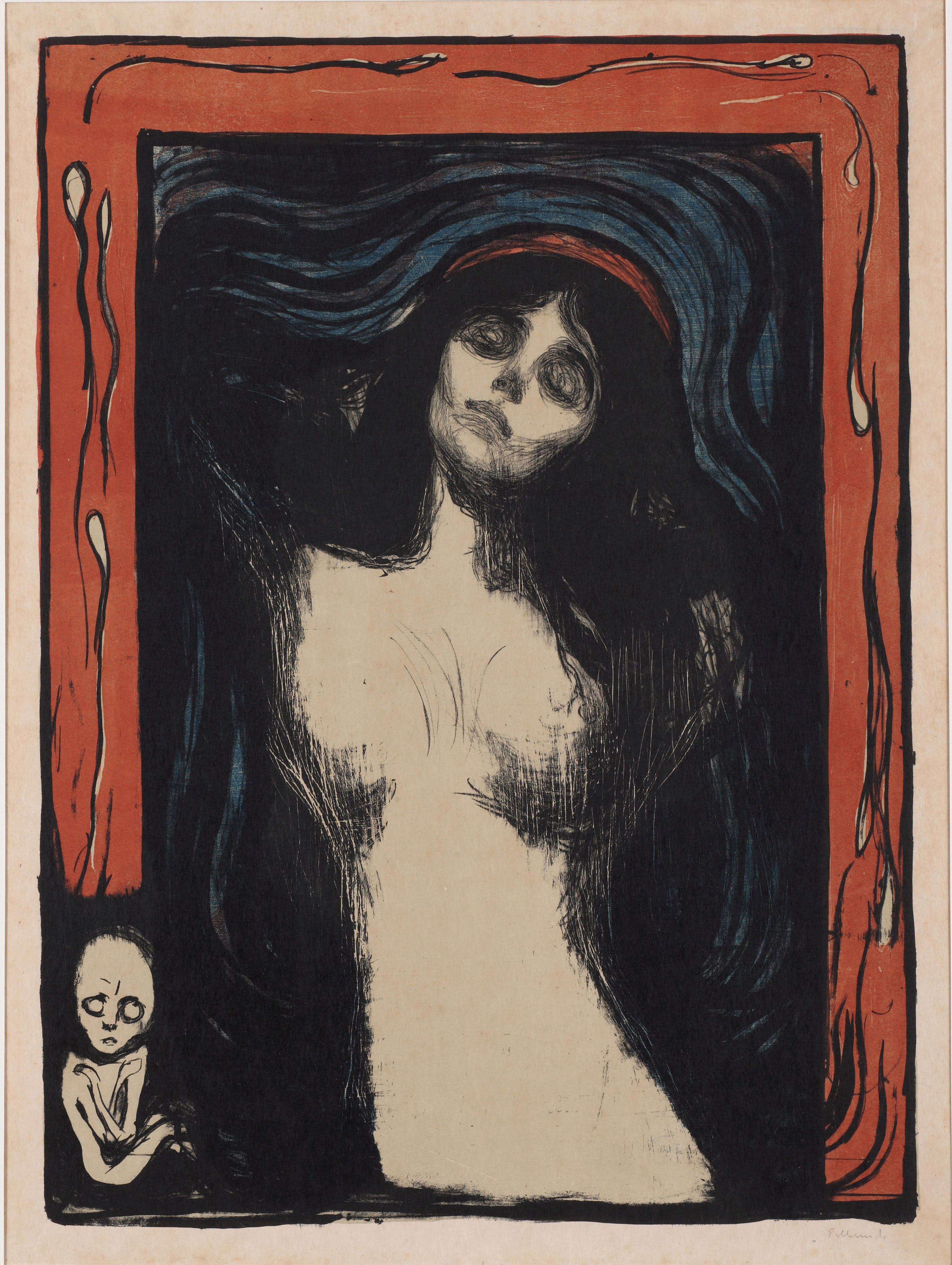
Madonna, 1895–1902, litografi, 60,5 x 44,4 cm, Ohara Museum of Art